# Breno Silveira
Breno Silveira OMC (Brasília, 5 de fevereiro de 1964 – Vicência, 14 de maio de 2022) foi um cineasta e fotógrafo brasileiro.

## Carreira
Sua primeira participação notória foi no longa-metragem Carlota Joaquina (lançado em 1995), de Carla Camurati como diretor de fotografia. Também dirigiu a fotografia de Eu Tu Eles, de Andrucha Waddington, trabalho que lhe valeu o prêmio de melhor fotografia no Grande Prêmio Cinema Brasil 2000. Breno foi formado na Escola Louis Lumière de Paris. Já fez diversos trabalhos, dentre deles, como assistente ou como diretor de fotografia, sempre demonstrando uma participação autoral.
Dirigiu campanhas publicitárias para a televisão, e tem prêmios da MTV por trabalhos em diversos videoclipes. Estreou na direção geral de algum projeto, em 2001 no documentário para televisão Mar sem fim, sobre o navegador Amyr Klink. Logo depois continuou sua carreira de fotógrafo, comandando as fotografias de La serva padrona (1998), Gêmeas (1999), Traição (1998), e O Homem do Ano (2003).
Na direção de um longa-metragem, Breno, estreou somente em 2005, no filme Dois Filhos de Francisco, a história da infância até o sucesso nacional de Zezé di Camargo e Luciano. Na época o filme ficou em primeiro lugar no ranking da retomada com mais de cinco milhões de espectadores, sendo considerado como o filme brasileiro mais visto no ano. Durante a Copa de 2006, participou na produção duma série de documentários para a televisão sobre os ídolos do futebol.
Em 2017/2018 estreou como diretor de Teatro em uma adaptação para o Teatro Musical de "2 Filhos de Francisco", protagonizada por Beto Sargentelli na pele de Zezé Di Camargo e Bruno Fraga como Luciano.
Entre 2021 e 2022, foi o diretor da série Dom, exibida pelo Prime Video.

## Morte
Morreu aos 58 anos, vítima de um infarto fulminante, durante as filmagens do filme inédito "Vitória", que ocorriam na cidade de Vicência, em Pernambuco.

## Filmografia
| Ano     | Título                                     | Atividade             |
| ------- | ------------------------------------------ | --------------------- |
| 2022    | Dona Vitória                               | Diretor               |
| 2021-22 | Dom                                        | Diretor               |
| 2017    | Entre Irmãs                                | Diretor               |
| 2012    | À Beira do Caminho                         | Diretor               |
| 2012    | Gonzaga - De Pai pra Filho                 | Diretor               |
| 2010    | Eu e Meu Guarda Chuva                      | Produtor de set       |
| 2008    | Era Uma Vez...                             | Diretor               |
| 2005    | 2 Filhos de Francisco                      | Diretor               |
| 2003    | O Homem do Ano                             | Diretor de Fotografia |
| 2003    | Casseta & Planeta: A Taça do Mundo É Nossa | Produtor Associado    |
| 2000    | Eu Tu Eles                                 | Diretor de Fotografia |
| 2000    | Bufo & Spallanzani                         | Diretor de Fotografia |
| 1999    | Gêmeas                                     | Diretor de Fotografia |
| 1998    | Traição                                    | Diretor de Fotografia |
| 1998    | La serva padrona                           | Diretor de Fotografia |
| 1996    | Barulhinho Bom - Uma Viagem Musical        | Diretor de Fotografia |
| 1995    | Carlota Joaquina                           | Diretor de Fotografia |